# Лігота (Сілезьке воєводство)
Лігота (пол. Ligota, нім. Ellgoth) — село в Польщі, у гміні Чеховиці-Дзедзиці Бельського повіту Сілезького воєводства.
Населення — 4578 осіб (2011).
У 1975-1998 роках село належало до Катовицького воєводства.

## Демографія
Демографічна структура станом на 31 березня 2011 року:
|          | Загалом | Допрацездатний вік | Працездатний вік | Постпрацездатний вік |
| -------- | ------- | ------------------ | ---------------- | -------------------- |
| Чоловіки | 2271    | 498                | 1558             | 215                  |
| Жінки    | 2307    | 475                | 1400             | 432                  |
| Разом    | 4578    | 973                | 2958             | 647                  |